# Wicked Pictures
Wicked Pictures  est une société de production de films pornographiques américaine implantée à Canoga Park en Californie.

## Histoire
Elle a été fondée en 1993 par Steve Orenstein. Le studio est connu pour avoir lancé les carrières de Jenna Jameson, Chasey Lain, Sydnee Steele et Stormy Daniels entre autres.

## Récompenses
- 1994 : AVN Award - 'Best Video Feature' for "Haunted Nights"
- 1996 : AVN Award - 'Best Film' for "Blue Movie"
- 1998 : AVN Award - 'Best Vignette Release' for "Heart & Soul"
- 2001 : AVN Award - 'Top Selling Release of the Year' for "Dream Quest"
- 2001 : AVN Award - 'Top Renting Release of the Year' for "Dream Quest"
- 2002 : AVN Award - 'Best Video Feature' for "Euphoria"
- 2003 : AVN Award - 'Best DVD' for "Euphoria"
- 2004 : AVN Award - 'Best Video Feature' for "Beautiful"
- 2007 : AVN Award - 'Best Film' for "Manhunters"
- 2008 : AVN Award - 'Best Sex Comedy' for "Operation: Desert Stormy"

## Voir aussi

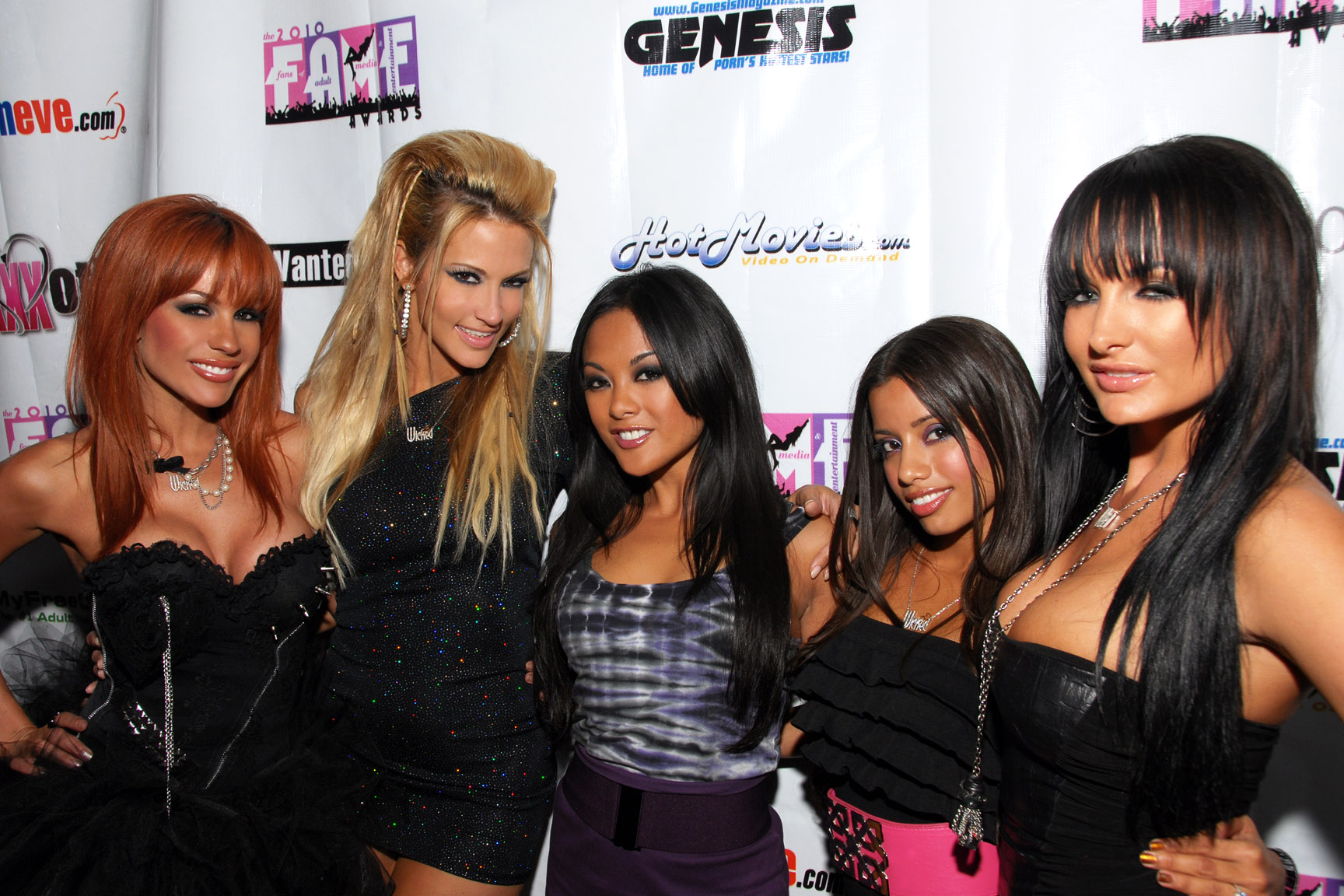
Les Wicked Girls Kirsten Price, Jessica Drake, Kaylani Lei, Lupe Fuentes et Alektra Blue en juillet 2010

## Wicked girls
| - Alektra Blue - Alexa Rae - Alexis Texas - Amy Charles - Brooke Banner - Carmen Hart - Chasey Lain - Courtney Cummz - Devinn Lane - Jacklyn Lick - Jenna Jameson - Jenna Waters - Jessica Drake - Julia Ann | - Kaylani Lei - Keri Sable - Kirsten Price - Lezley Zen - Lupe Fuentes - Mikayla Mendez - Missy - Serenity - Stephanie Swift - Stormy Daniels - Sydnee Steele - Temptress - Tera Heart - Violet Blue |  |